# XPp (Inschrift)

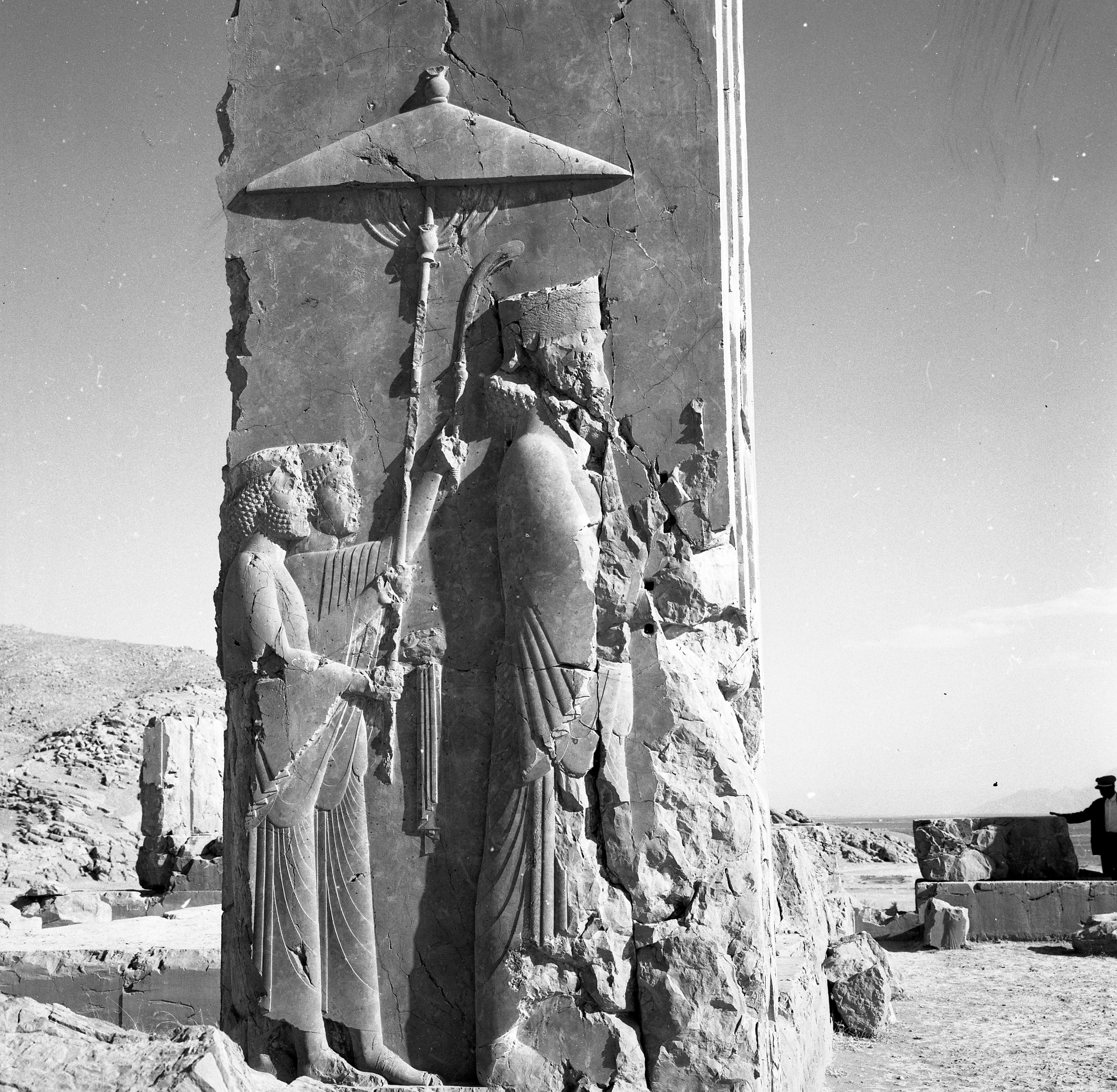
XPp^{E} auf den senkrechten Gewandfalten des Königs am südlichen Türpfosten des östlichen Eingangs zur Haupthalle

XPp ist die Bezeichnung einer Inschrift von Xerxes I. (X). Sie wurde in Persepolis (P) entdeckt und von der Wissenschaft mit einem Index (p) versehen. Die Inschrift liegt in altpersischer, elamischer und babylonischer Sprache vor. Sie ist in mehreren Ausführungen überliefert.

## Inhalt
„Xerxes, der große König, König der Könige, des Dareios, des Königs, Sohn, ein Achaimenide.“

## Beschreibung
Die Inschrift XPp befindet sich auf den senkrechten Gewandfalten des Königs, dessen Reliefs an den Türpfosten zur Haupthalle des Palastes von Xerxes I. angebracht sind. Die altpersische Sprachversion ist auf zwei Zeilen auf der vordersten Falte angebracht. Auf der hintersten Falte folgen die einzeiligen Schriften, wobei die elamische Sprachversion hinter der babylonischen liegt.
Die Inschrift war wahrscheinlich ursprünglich auf allen Darstellungen des Königs angebracht, das bedeutet, an allen fünf Eingängen zur Haupthalle. Die überlieferten Standorte befinden sich am östlichen Türpfosten des westlichen Eingangs der Nordmauer (NW), am südlichen Türpfosten des östlichen Eingangs (E) und am südlichen Türpfosten des westlichen Eingangs (W). Die Inschrift am westlichen Eingang ist stark fragmentiert. Ein viertes Fragment befindet sich am östlichen Türpfosten des östlichen Eingangs der Nordmauer (NE). Die vier Überlieferungen werden mit zusätzlichen Indexen, die die Standorte anzeigen, unterschieden: XPpNW, XPpE, XPpW und XPpNE. Die Inschriften sind in situ (am Ursprungsort).
Der Text von XPp ist identisch mit demjenigen von XPe, XPq und XPr. Alle Inschriften mit diesem Text wurden deshalb bis 2000 unter der Notation XPe geführt. Alireza Shapour Shahbazi gruppierte sie 1985 nach der Anzahl der Zeilen und Rüdiger Schmitt trennte sie im Jahr 2000 auf der Basis von Kontext, Standort und Funktionalität in vier verschiedene Inschriften.